# Lomelosia crenata
Lomelosia crenata är en tvåhjärtbladig växtart. Lomelosia crenata ingår i släktet Lomelosia och familjen Dipsacaceae.

## Underarter
Arten delas in i följande underarter:
- L. c. breviscapa
- L. c. crenata
- L. c. dallaportae
- L. c. pseudisetensis